# Норкові ферми в Україні
Норкові ферми в Україні — сільськогосподарські підприємства, що спеціалізуються на розведенні норки. Станом на 2019 рік, в Україні зареєстровано 37 звіроферм[джерело?].

## Асоціація звірівників України
Асоціація звірівників України (АЗУ) — об'єднання представників звіроферм, що вирощують близько 95 % всіх хутрових звірів в Україні. Асоціація створена у 2008 році господарствами, що спеціалізуються на розведенні норки. АЗУ співпрацює з Міжнародною федерацією хутра, яка була створена у 1949 році та членами якої наразі є 56 асоціацій із понад 40 країн світу.
Станом на 2019 рік члени АЗУ вклали близько 100 млн доларів США інвестицій у розвиток аграрного сектору України, забезпечили роботою близько 1500 працівників, що проживають переважно у сільській місцевості, щороку забезпечують до 70 млн доларів США експорту вітчизняної продукції та валютних надходжень в Україну, а також сплачують близько 30 млн грн на рік податкових платежів. Всі члени АЗУ майже 100 % своєї продукції продають через світові аукціонні доми: Kopenhagen Fur (Данія), Saga Furs (Фінляндія) та NAFA (Канада).
Сім ферм-членів АЗУ пройшли сертифікацію на відповідність європейській програмі з оцінки добробуту тварин WelFur, з яких дві вже отримали відповідний документ. Програма WelFur визначає більш серйозні вимоги ніж ті, що передбачені законодавством ЄС, і її застосування визнане Європейською комісією інструментом саморегулювання. На дахах будівель норкової ферми «Пелском», що входить до АЗУ, збудована найбільша в Україні дахова фотогальванічна електростанція, яка додатково захищає тварин від високих температур.

## Члени Асоціації звірівників України
Асоціація звірівників України об'єднує 9 норкових ферм. Члени АЗУ пройшли всі етапи сертифікації на відповідність вимогам європейської програми WelFur — найбільш передової у світі програми оцінки добробуту тварин третьою (незалежною) стороною.
- ТОВ «Айкон Девелопмент» (Золочівський район, Львівська область)
На 2019 рік заплановане відкриття двох ферм у селах Лешнів та Язлівчик. На одній фермі планують розводити близько 300 тисяч норок — 50 тисяч самок та 250 тисяч голів молодняка[7]. У планах данської компанії «Айкон Девелопмент» будівництво поруч із фермою біогазового заводу для переробки відходів ферми у відновлювальну енергію, а також встановлення сонячних панелей для виробництва електроенергії[8].
- ТОВ «ВБК „Агропромінвест“» (Святовасилівська сільська громада, Дніпровський район, Дніпропетровська область)
Почала роботу у 2015 році. Дочірнє підприємство «Агро-Овен». Станом на 2016 рік на фермі утримувалось 95 тисяч норок і працювало близько 100 чоловік[9].
- ТОВ «Галичхутро» (Шептицький район, Львівська область)
Створено на базі Сокальського звірогосподарства, що збанкрутіло 1999 року[10]. Діє на території шести сіл: Велике, Поториця, Горбків, Лучиці, Шарпанці та Ганівка. Займається вирощуванням хутрових звірів (норка, сріблясто-чорна лисиця), свиней, великої рогатої худоби молочном'ясного напряму та рослинництвом. З 2003 року підприємство було племінним репродуктором, з 2005 по 2009 — заводом з вирощування норки типу СТК (стандартна темнокоричнева), станом на 2010 рік — племінним репродуктором з розведення та вирощування норки типу сканблек та сапфір і сріблясто-чорної лисиці. На момент утворення підприємства на фермі утримувалось 1956 самок норки та 233 лисиці, станом на 2007 рік — 21010 самок норки та 500 самок сріблясточорної лисиці[11].
- ТОВ «Ізюмське звірогосподарство» (місто Ізюм, Харківська область)
Один з найстаріших виробників хутра норки і сріблястої лисиці в Україні[12]. Станом на 2010 рік, загальна кількість норки СТК становила 5420 голів[13], станом на 2018 рік — 30 тисяч голів основного стада норки та 400 голів лисиць[14].
- ТОВ «Норкова ферма Вікінг» (село Велика Каратуль, Бориспільський район, Київська область)
Збудована у 2011 році. Займає територію 48 га. Станом на 2019 рік, розміщені 103 шеди, маточне поголів'я норки складає 40 тисяч, на фермі працює 104 робітники[15].
- ТОВ «Пелском» (село Студеники, Бориспільський район, Київська область)
Створена у 2012 році. Займає площу 50 га. Станом на 2019 рік, маточне поголів'я норки складає 50 тисяч, на фермі працює 150 робітників[15].
- ТОВ «Переяславський звіроплемгосп» (село Велика Каратуль, Бориспільський район, Київська область)
Підприємство засновано в 1951 році. Статус племінного набуло в 1985 році. В 1987 році спеціалістами господарства спільно з науковими співробітниками Науково-дослідного інституту пушного звірівництва і кроліківництва (Москва) виведений і затверджений заводський тип норки «коричнева переяславська». Станом на 2006 рік, основне стадо норки складало 14400 голів[16], на початок 2009 року кількість племінних тварин основного стада трьох типів (СТК, сріблясто-голуба та переяславська норка) становила 14368 голів[13].
- ТОВ «Профуна» (село Сінгури, Житомирський район, Житомирська область)
Розпочала роботу 2017 року, коли було завезено 13,2 тисяч голів маточного поголів'я з Польщі. Планується утримувати на фермі близько 50-55 тисяч голів норок[17].
- ТОВ «Тіволі Фюр» (село Ковалин, Бориспільський район, Київська область)
Розпочала діяльність у лютому 2012 року. Станом на 2019 рік, на підприємстві працює близько ста п'ятдесяти осіб[18].